# August Franzén

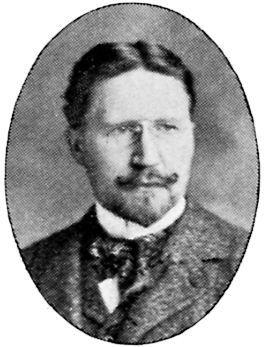
August Franzén, 1901

August Reinhold Franzén (* 4. Februar 1863 in Norrköping, Östergötland, Schweden; † 7. September 1938 in New York City) war ein schwedisch-amerikanischer Maler.

## Leben

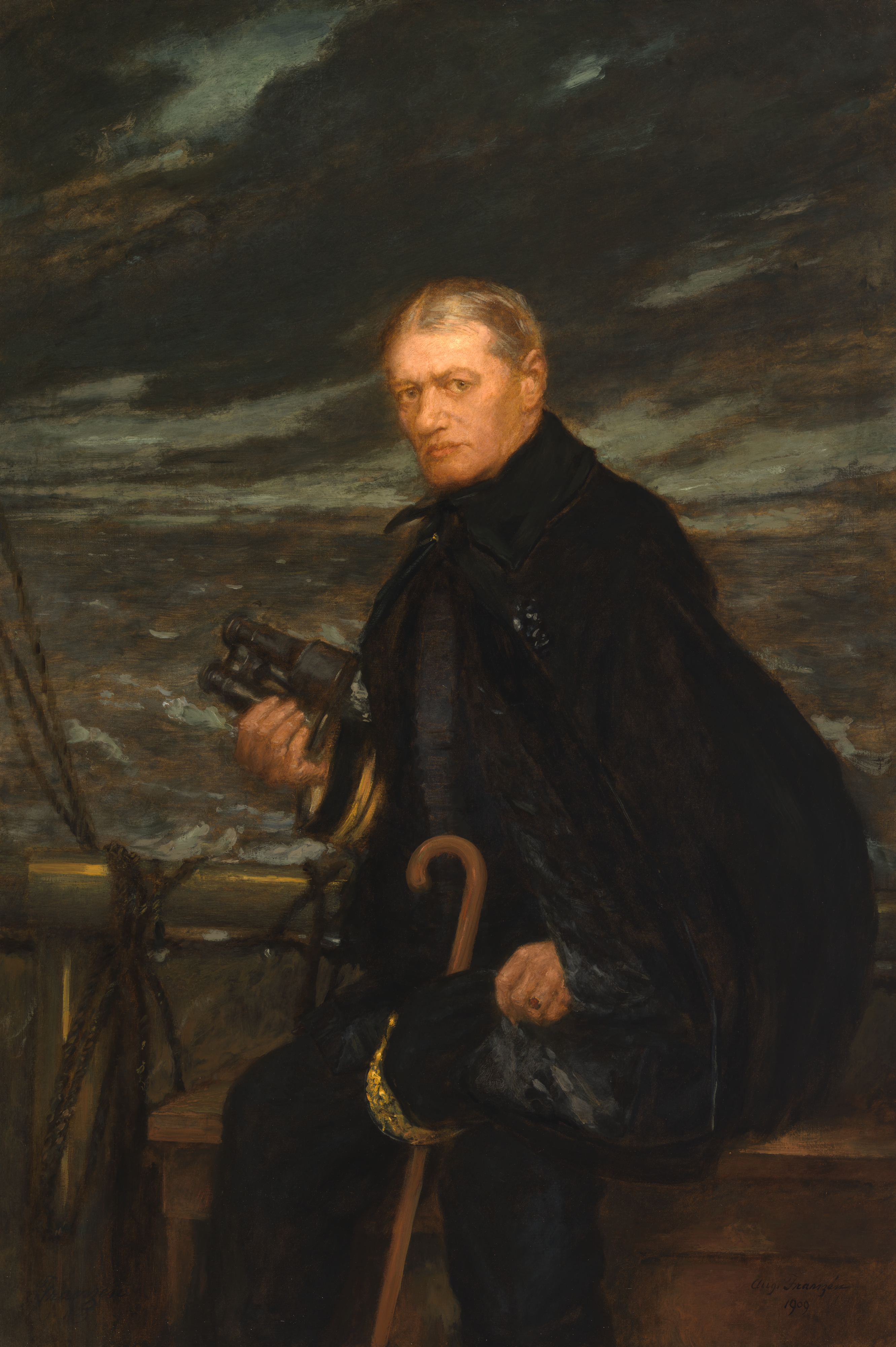
August Franzén: Robley Dunglison Evans, 1909, National Portrait Gallery Washington

Franzén, Sohn des Bauern Frans Johan Jonsson und dessen Ehefrau Matilda Josefina Kanon, studierte ab 1881 Académie Julian in Paris bei Adolphe William Bouguereau und Tony Robert-Fleury. Auch war er dort Schüler von Pascal-Adolphe-Jean Dagnan-Bouveret. 1882 emigrierte er in die Vereinigten Staaten, wo er sich unter anderem in Kalifornien aufhielt und zeitweilig in Chicago Schüler von Charles Abel Corwin war. Er arbeitete als Illustrator und war Assistent des Panoramamalers Paul Philippoteaux. Danach studierte er bei Carl Larsson und in der Valands målarskola in Göteborg. Ab 1886 besuchte er erneut die Académie Julian und die Académie Colarossi in Paris. Im Sommer bereiste er Europa oder weilte in der Künstlerkolonie Grez-sur-Loing. 1890 ließ er sich in New York City nieder, wo er 1906 Associate und 1920 Vollmitglied der National Academy of Design wurde. Er unterstützte die Gründung des Gainsborough Studio in New York und arbeitete dort gemeinsam mit Künstlern wie Elliott Daingerfield und Colin Campbell Cooper. Ab etwa 1906 bis in die 1920er Jahre hatte er einen Sommersitz in Bar Harbor, Maine.
Franzén schuf anfangs vor allem Genreszenen und Landschaften. Ab 1893 spezialisierte er sich erfolgreich auf das Porträtfach und malte – in eher konservativ-akademischer Weise – Bildnisse prominenter Persönlichkeiten, unter anderem ein Porträt von William Howard Taft. Die American Artists Society verlieh ihm 1902 eine Goldmedaille. 1924 erhielt er den Preis für Porträtmalerei der National Academy of Design. Im gleichen Jahr heiratete er Henriette Léone Baumgarden.